# Emily Maupin
Emily Chance Maupin (ur. 17 lutego 1999 w Charlottesville) – amerykańska koszykarka występująca na pozycjach silnej skrzydłowej lub środkowej, od 2023 zawodniczka MKS-u Pruszków.
W szkole średniej oprócz koszykówki trenowała też siatkówkę oraz softball.  W 2016 i 2017 została zaliczona do składów VISAA (Virginia Independent Schools Athletic Association) All-State. Przez cztery lata wybierano ją do składu All-Conference, a w 2015 wybrano ją MVP rozgrywek. Została laureatką nagrody C. Vivian Stringer Leadership Award. Po zakończeniu liceum Convenant została liderką wszech czasów szkolnej drużyny w liczbie uzyskanych punktów (2256) oraz zbiórek (1778).
W 2021 została asystentką trenera w drużynie swojej byłej szkoły średniej Convenant.
1 października 2023 podpisała umowę z MKS-em Pruszków.

## Osiągnięcia
Stan na 7 marca 2024, na podstawie, o ile nie zaznaczono inaczej.

### NCAA
- Uczestniczka rozgrywek turnieju NCAA (2018)
- Mistrzyni turnieju konferencji Coastal Athletic Association (CAA – 2018)
- Zaliczona do:
  - III składu  All-CAA (2019)
  - składu ACC Academic Honor Roll (2021)